# John Denham (Dichter)

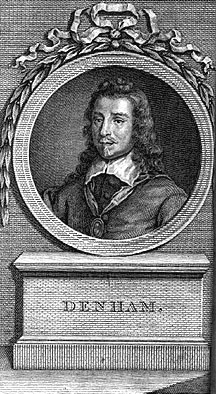
John Denham

Sir John Denham FRS (* 1615 in Dublin; † 10. März 1669 in London) war ein irischer Schriftsteller.

## Leben
Denham war der Sohn von Sir John Denham d. Ä. und dessen Ehefrau Eleanor. Nach dem Besuch einer Lateinschule studierte Denham am Trinity College der Universität Oxford. Nach dem erfolgreichen Abschluss seines Studiums wurde er als Rechtsanwalt zugelassen.
Am 25. Juni 1634 heiratete Denham seine Frau Ann. Im Bürgerkrieg verteidigte Denham als glühender Royalist Farnham Castle. In den Jahren 1650 bis 1652 hielt sich Denham in den Niederlanden auf.
Nach seiner Rückkehr ließ er sich in Bury, Surrey nieder, wo er nach dem Tod seiner Ehefrau Ann am 25. Mai 1665 Margaret heiratete.
Anlässlich der Krönung von Karl II. wurde er am 23. April 1661 zum Knight of the Bath geschlagen.
Mit seinem Gedicht Cooper’s Hill, in dem Denham die Flusslandschaft der Themse thematisiert, wurde das topographical poem in die englische Literatur eingeführt.

## Werke
- The poetical works. Archon Books, Hamden 1969, ISBN 0-208-00155-7.